# Simena (bướm đêm)
Simena là một chi bướm đêm thuộc họ Geometridae.